# Ikezuki
Ikezuki (池月) est un cheval blanc qui a appartenu au shogun Yoritomo et fait également une apparition dans le Heike monogatari, étant monté par Sasaki Takatsuna, comme d'autres apparitions tout au long de la guerre de Genpei.

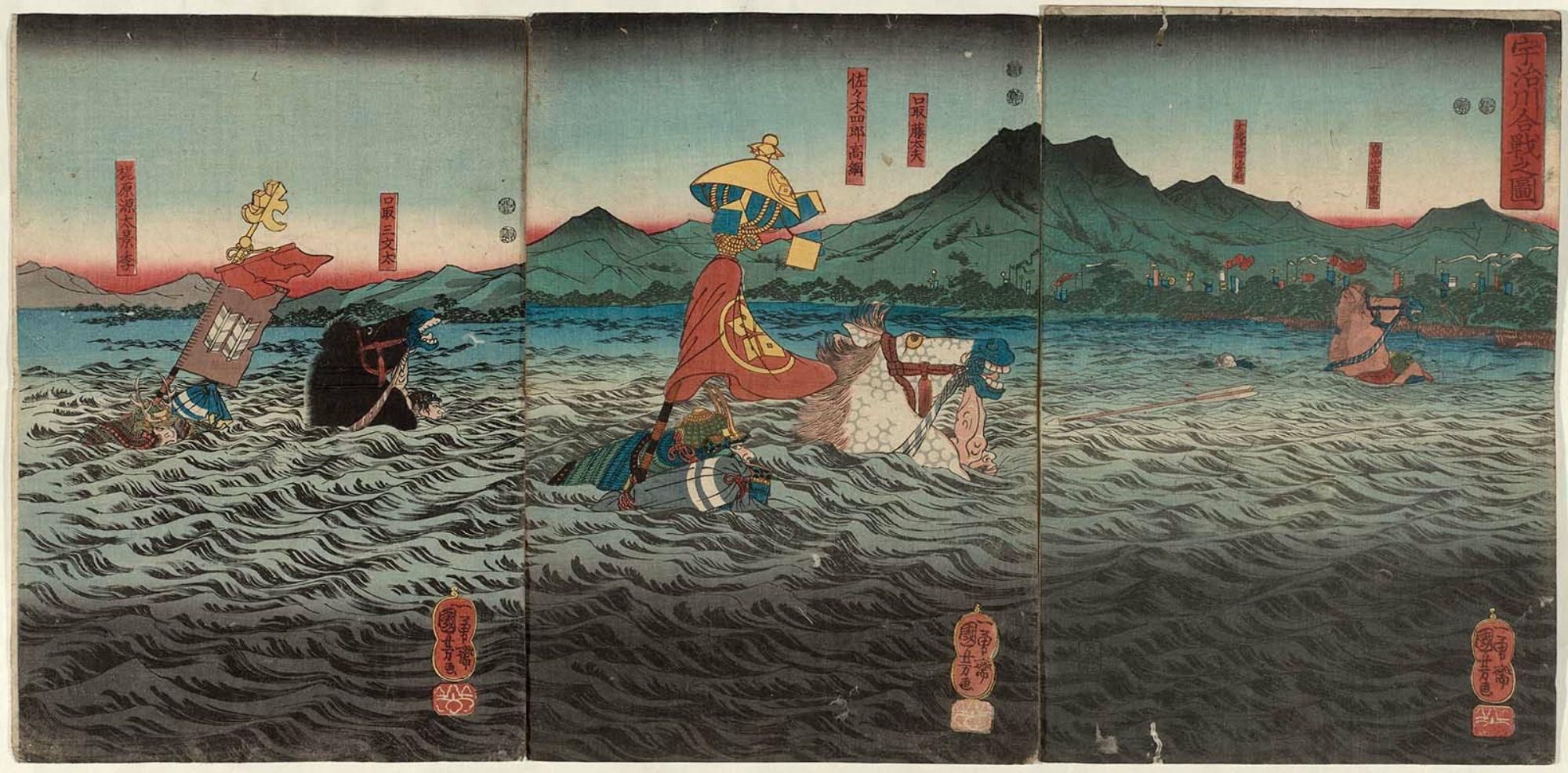
Sasaki Takatsuna montant Ikezuki pour traverser le fleuve Uji, avant la bataille d'Uji, dans une œuvre de Utagawa Kuniyoshi.

Ikezuki était bien connu pour ses capacités à nager et à mordre.
Aujourd'hui, le nom d'Ikezuki est employé pour un parc de la ville de Mima, le nom d'une station de la préfecture de Miyagi (gare d'Ikezuki) et comme nom d'un fabricant de saké.

## Histoire
On pense qu'Ikezuki est né dans ce qui est maintenant la ville de Mima, préfecture de Tokushima au Japon. Sa mère était un cheval captif de Mima et son père était un cheval sauvage du mont Tsurugi, au sud du fleuve Yoshino. Le père d'Ikezuki lui a appris à nager dans les courants forts du fleuve Yoshino. Il a été élevé pour être très fort. Un jour, sa mère est morte en tombant dans un étang marécageux. Il s'est rendu au bord de l'étang et l'a aperçu (sans se rendre compte que c'était sa propre réflexion). Il a sauté vers elle plusieurs fois. Les villageois ont gardé l'image d'Ikezuki sautant maintes et maintes fois dans l'étang (池, ike) avec la lune (月, tsuki ou zuki) derrière lui et l'ont donc appelé « Ikezuki ».